# Wolff von Stutterheim
Wolff Ludwig von Stutterheim (* 17. Januar 1893 in Königsberg; † 3. Dezember 1940 in Berlin) war ein deutscher Generalmajor der Luftwaffe im Zweiten Weltkrieg.

## Familie
Wolff von Stutterheim entstammte dem Adelsgeschlecht von Stutterheim, aus dem zahlreiche Generäle und sieben Ritter des Ordens Pour le Mérite hervorgegangen waren. Er war der Sohn des kgl. preuß. Oberstleutnants Wolff Viktor von Stutterheim (1857–1916) und dessen Ehefrau Marie Emma Klara Hermann (1868–1941), Tochter der Marie von Stetten und des kgl. bayr. Oberstleutnants Theodor Hermann. Elf Mitglieder der Familie fielen im Ersten Weltkrieg, so auch Stutterheims Vater und zwei seiner Onkel.
Er heiratete am 29. Juni 1928 in Trossin Dorothea Elisabeth Maria Agnes Gräfin Finck von Finckenstein (1894–1984), Tochter der Ulrike von Gerlach und des Gutsbesitzers Günther Graf Finck von Finckenstein-Trossin. Das Paar hatte zwei Kinder:
- Reinhild Ulrike Marie Gisela (* 20. Januar 1932)
- Friedrich Max Heinrich Theodor (* 18. November 1936)

Wolff von Stutterheim hatte mehrere Geschwister, Annemarie war unvermählt Stiftsdame in Obernkirchen, Gertrud mit dem Fideikommissherrn und Juristen Hans von Flemming-Buckow liiert, sein ältester Bruder Günther (1891–1941) mit Lena Damsch verheiratet und zuletzt Stiftsamtmann in Obernkirchen.

## Leben
Stutterheim trat am 1. April 1912 als Fahnenjunker in das Kaiser Alexander Garde-Grenadier-Regiment Nr. 1 der Preußischen Armee in Berlin ein.

### Erster Weltkrieg
Bei Ausbruch des Ersten Weltkriegs war er Leutnant und Zugführer der 3. Kompanie seines Regiments. Mit seiner Einheit beteiligte er sich am Einmarsch in das neutrale Belgien, kämpfte bei Namur, dann bei St. Quentin und anschließend an der Marne. Im Oktober wurde Stutterheim Führer der 5. Kompanie, die er bis zu einer schweren Verwundung am 31. Dezember 1914 befehligte. Nach seiner Gesundung kehrte er mit dem Eisernen Kreuz I. Klasse ausgezeichnet im Februar 1915 als Adjutant des Füsilier-Bataillons zu seinem Regiment zurück, das zu diesem Zeitpunkt an der Ostfront lag. Im Mai 1915 wurde er in den Kämpfen bei Tuchla östlich des San erneut verwundet. Nach kurzzeitigem Lazarettaufenthalt fungierte Stutterheim ab 22. Juni 1915 für einen Monat als Führer der 4. Kompanie, ehe er im Nahkampf ein weiteres Mal verwundet wurde. Anfang August war er wieder bei seiner Truppe, bis ihn eine schwere Verwundung nahe Brest-Litowsk die kommenden sechs Monate außer Gefecht setzte.
Am 1. März 1916 war Stutterheim wieder dienstfähig. Sein Regiment war zwischenzeitlich an die Westfront zurück verlegt worden. Während der Kämpfe in der Schlacht an der Somme wurde Stutterheim am 23. August 1916 zum Adjutant des II. Bataillons ernannt und für seine Leistungen am 31. Oktober 1916 mit dem Ritterkreuz des Königlichen Hausordens von Hohenzollern mit Schwertern ausgezeichnet. Im Frühjahr 1917 konnte er sich während der Schlacht an der Aisne als Stoßtruppführer am Winterberg erneut auszeichnen, wo Stutterheim am 6. Mai durch Handgranatensplitter zum siebten Mal Verwundungen erlitt. Am 16. September erfolgte seine Beförderung zum Oberleutnant sowie am 7. Oktober 1917 die Ernennung zum Regimentsadjutanten. Trotz dieser Dienststellung nahm er in den kommenden Monaten an den Kampfhandlungen in vorderster Linie teil und zeichnete sich in der Angriffsschlacht an der Marne im Juli 1918 so aus, dass ihn sein Regimentskommandeur Friedrich von Wedekind zum Pour le Mérite einreichte. Durch A.K.O. verlieh ihm Wilhelm II. am 29. August 1918 die höchste preußische Tapferkeitsauszeichnung. Für seine bis Kriegsende erlittenen neun Verwundungen erhielt er außerdem das Verwundetenabzeichen in Gold.
Nach dem Waffenstillstand von Compiègne marschierte Stutterheim mit den Resten des Regiments in die Heimat zurück. Aus demobilisierten Teilen begann die ehemalige Heeresleitung Ende November 1918 mit der Aufstellung eines Freiwilligen-Bataillons. Stutterheim schloss sich dieser Formation als Kompanieführer an, das beim Grenzschutz Ost den Abschnitt Lublinitz übernahm. Hier verunglückte Stutterheim am 24. Dezember 1918 beim Abreiten der Vorposten durch einen Sturz vom Pferd so schwer, dass er sich dabei einen Schädelbruch zuzog. Er verbrachte daraufhin die kommenden viereinhalb Jahre in Krankenhäusern und Sanatorien. Zwischenzeitlich wurde er am 5. September 1919 zur Verfügung seines Stammregiments gestellt und am 15. Mai 1920 aus dem Militärdienst entlassen.

### Zwischenkriegszeit
Nach seiner Gesundung absolvierte Stutterheim bis Juli 1927 ein Studium der Rechts- und der Forstwissenschaft an der Universität Münster. Daran schloss sich ein Referendariat bis 30. September 1929 im Forstdienst an. Anschließend war er für zwei Monate als Forstassessor am Forstamt Rheinsberg, um dann eine Stelle als Oberförster am Forstamt Ilfeld im Südharz zu übernehmen. Dort verblieb er über seine Ernennung zum Staatsforstmeister am 1. April 1934 hinaus.

### Drittes Reich

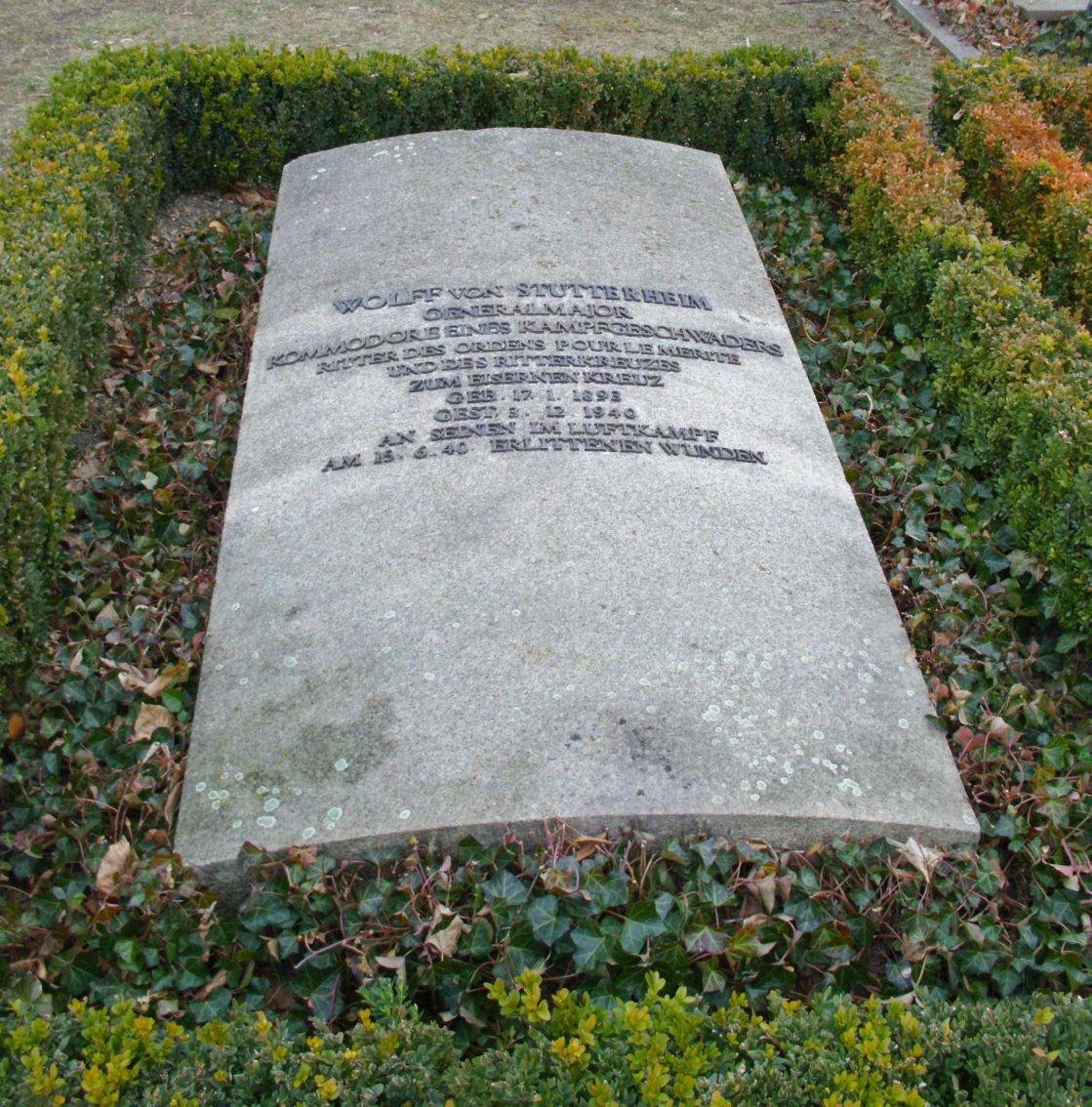
Grab von Wolff von Stutterheim auf dem Invalidenfriedhof Berlin, Zustand 2013

Am 1. Juli 1935 wurde Stutterheim mit dem Eintritt in die Luftwaffe der Wehrmacht als Major reaktiviert. Zunächst stand er zur besonderen Verfügung des Reichsministers der Luftfahrt und Oberbefehlshabers der Luftwaffe Hermann Göring. Er absolvierte eine Fliegerausbildung bei der Luftgau-Reserve Magdeburg. Am 28. Juni 1936 stürzte er mit einem Flugzeug ab und erlitt erneut schwerste Verletzungen. Als Oberstleutnant ab 1. Oktober 1936 folgte nach seiner Gesundung die Kommandierung zum Stab des Luftkreis-Kommandos II. Von dort kam er nach drei Monaten zum Stab des Luftgau-Kommandos III sowie vier Monate später zur IV. Gruppe des Kampfgeschwaders 152. Mit der Beförderung zum Oberst am 1. Januar 1939 wurde Stutterheim Gruppenkommandeur in diesem Geschwader.
Stutterheim erhielt am 27. August 1939, dem Tannenbergtag, den Charakter eines Generalmajors verliehen.
Nach Beginn des Zweiten Weltkriegs wurde Stutterheim im September 1939 Geschwaderkommodore des Kampfgeschwaders 77. Von diesem Posten wurde er dann kurzzeitig mit der Versetzung in die Führerreserve vom 23. März bis 30. Mai 1940 abberufen. Bald übernahm er das Geschwader wieder, das er in der Folgezeit im Westfeldzug führte. Am 15. Juni 1940 wurde Stutterheim im Luftkampf über Frankreich schwer verwundet. Zunächst kam er in ein Lazarett, danach aufgrund seiner Verletzungen in die Berliner Charité, wo er am 3. Dezember 1940 verstarb.
Für seine besonderen Leistungen als Kommodore des Kampfgeschwaders 77 hatte Stutterheim am 4. Juli 1940 das Ritterkreuz zum Eisernen Kreuz erhalten.
Stutterheim wurde auf dem Berliner Invalidenfriedhof beigesetzt.